# Fernán Pérez Maimón

## Biografía
Almirante que mandaba la flota enviada en socorro de la sitiada plaza de Tarifa en 1294. Participó en la preparación del plan de asedio a la plaza de Algeciras, que no se llevó a efecto por la muerte de Sancho IV en 1295.
- Datos: Q5860596